# Xanton-Chassenon
Xanton-Chassenon là một xã ở tỉnh Vendée trong vùng Pays de la Loire, Pháp. Xã này có diện tích 19,24 kilômét vuông, dân số năm 2006 là 689 người. Xã này nằm ở khu vực có độ cao trung bình 28m trên mực nước biển.

## Biến động dân số
| 1962                                        | 1968 | 1975 | 1982 | 1990 | 1999 | 2006 |
| ------------------------------------------- | ---- | ---- | ---- | ---- | ---- | ---- |
| 557                                         | 561  | 540  | 646  | 691  | 651  | 689  |
| Số liệu từ năm1962: Dân số không tính trùng |      |      |      |      |      |      |